# Зульцбург
Зульцбург (нім. Sulzburg) — місто в Німеччині, знаходиться в землі Баден-Вюртемберг. Підпорядковується адміністративному округу Фрайбург. Входить до складу району Брайсгау-Верхній Шварцвальд.
Площа — 22,73 км2. Населення становить 2732 ос. (станом на 31 грудня 2020).